# Estat de Borno
L'estat de Borno és un dels trenta-sis estats federats de la República Federal de Nigèria.

## Superfície i límits
Aquest estat té una extensió de 69.435 quilòmetres quadrats (equivalent a la d'Irlanda). Limita al nord amb la República de Níger, al nord-est amb Txad, a l'est amb Camerun, al sud amb l'estat d'Adamawa i a l'oest amb els estats de Gombe i Yobe.

## Població
La població s'eleva a la xifra de 4.727.450 persones (dades del cens de l'any 2007). La densitat poblacional és de 66,7 habitants per cada quilòmetre quadrat d'aquesta divisió administrativa. El 1991 la població de l'estat era de 2.596.589 habitants (amb 58.033 homes més que dones). El 1999 la població creixia al 2,8% i la població estimada pel 2001 era de 3.178.225 habitants. Encara que és un estat gran, està poc densament poblat (37 h/km² pel 2006, l'estimació de 1999 era de 46 h /km²). A part de Maiduguri (amb alta densitat) només algunes LGA del sud tenen densitats moderades.

## Pobles
Els grups ètnics són variats, sent el grup kanuri el dominant. Els kanuris habiten les LGA d'Abadam, Mobbar, Gubio, Guzamala, Kukawa, Nganzai, Monguno, Marte, Ngala, KalaBalga, Dikwa, Bama, Konduga, Mafa, Kaga, Magumeri, Damboa i Maiduguri LGAs. Les altres ètnies principals són: BaburBura, Shuwa, Marghi, Fulani, Hausa, Gamergu o Kanakuru, Chibok, Ngoshe, Guduf, Mandara, Tera i altres més petits.
Els BaburBura viuen a Biu, Hawul, KwayaKusar, Bayo i Shani. Els Marghis a Askira/Uba i part de Gwozas. A Gwoza hi viuen diversos grups ètnics. Els Chibok habiten a la nova LGA de Chibok; els shuwas habiten a Mafa, rural Jere, Marte, Monguno, Dikwa, Ngala i KalaBalge i són una minoria significativa a Bama i Konduga. Els hausses viuen principalment a Askira i Maiduguri. Els nomades d'origen divers són classificats com fulanis i es troben en petit nombre en totes les LGA de l'estat.

## Llengües
Trenta llengües es parlen a l'estat amb el kanuri com a llengua principal. Les llengues dels habitants originals com el Gamergu i el Wula estan gairebé extingides degut a la "kanurizació" que conscient o inconscientment encara està en marxa. Un dialecte de l'àrab és parlat pels shuwa. Els marghis de Damboa van perdre la seva llengua pròpia i ara només parlen kanuri. Els hausses i fulanis parlen la seva llengua però són molt minoritaris. Altres com la llengua marghi o la mandara són parlats per grups amb llaços culturals amb els pobles del Camerun.

## Poders tradicionals
Borno es compon de tres emirats (Bama, Dikwa i Biu); i quatre cacicats regits per emirs subordinats (Shani, Askira, Uba i Gwoza)

## Administració local
Aquest estat es subdivideix internament en un total de vint-i-set Àrees de Govern Local (LGA):
| - Abadam - Askira/Uba - Bama - Bayo - Biu - Chibok - Damboa - Dikwa - Gubio - Guzamala - Gwoza - Hawul - Jere - Kaga | - Kala/Balge - Konduga - Kukawa - Kwaya-Kusar - Mafa - Magumeri - Maiduguri - Mart - Mobbar - Monguno - Ngala - Nganzai - Shani |

## Història
L'estat de Borno va ser creat el 1976 i comprenia inicialment els actuals estats de Borno i Yobe. L'establiment de l'estat es va fer per als kanuri que constitueixen el grup ètnic dominant. L'estat de Borno tenia el 1976, 116.081 quilòmetres quadrats i cobria una gran part del Borno pre-colonial. L'aparició d'aquesta entitat política a la Nigèria Federal, va donar a la gent l'oportunitat d'acabar amb el nom anglesificat "Bornu" i substituir-la per "Borno," que és com els habitants indígenes es refereixen a la seva àrea. Més tard, el 1991, l'estat de Yobe va ser segregat de l'estat de Borno. Aquest nou estat de Borno abasta 69.435 quilòmetres quadrats i es troba al centre de l'Imperi de Borno que va existir des del segle xiv fins al començament del segle xx.
La història de Borno té les seves arrels en la història de l'expansió dels kanembus cap a l'oest a Bahr el-Nur, una àrea a l'est del llac Txad. No se sap molt de les persones que vivien en aquesta àmplia conca de drenatge a l'interior del llac Txad, Entre els segles IX i XIII. Els governants Saifawa de Kanem es van traslladar a la zona oest del llac Txad al segle xiv. Aquesta gent van ser coneguda com el poble de Bahr el-Nur. Aquest últim nom es va corrompre a Borno. Va ser sota els "Mais" que els kanuris van sorgir com una nació al nord-oest del llac Txad. Inicialment, els assentaments controlats vorejaven el riu Yobe fins a Geidam, amb la seva capital a Ngazargamu. Borno va arribar al seu zenit amb el "mai" Idris Aloma.
Borno al segle xix, era molt extens i l'àrea al voltant del llac Txad era el centre de l'Imperi. A causa de la seva situació, l'Imperi Borno va realitzar una funció integradora en el comerç a través del Sàhara i els moviments de l'Hajj (peregrinació) a l'Orient Mitjà, qui va portar molta prosperitat a l'imperi. D'altra banda, les vastes planes ondulades del Txad amb escassa vegetació va facilitar el moviment. En conseqüència, hi va haver onades intrusives de migració dels diferents grups a la zona durant segles. Els principals grups emigrants van ser els àrabs, coneguts localment com a shuwa, i diversos grups nòmades, generalment coneguts com els fulanis. La gihad dels fulanis al segle xix va debilitar l'estat i el poder del "mai". Borno va perdre Hadejia i Katagum davant els gihadistes. Va ser durant aquest període que l'erudit musulmà kanembu, Muhammad El-Amin Ibn El-Kanemi, va poder desplaçar del poder al "mai" i va establir la dinastia Kanemi, els sobirans de la qual van portar el títol de Shehu i van traslladar la capital a Kukawa. Rabah, un shuwa àrab i el seu exèrcit d'aventurers, el 1893 van saquejar gran part de Borno, inclosa la capital, Kukawa, i en va esdevenir governant.
Va traslladar la capital a Dikwa i va perseguir als colonitzador europeus de manera ferotge, especialment en l'última dècada del segle XIX; això va portar a la derrota de Rabah i al desmembrament de l'Imperi. La major proporció de Borno va passar sota el domini britànic, mentre que algunes zones van en ser pels alemanys i els francesos. En 1902 els britànics va restablir Umar, el fill de Al Kanemi, com el Shehu de Borno a Kukawa.
La derrota d'Alemanya durant la Primera Guerra Mundial el 1918 va portar a la part alemanya de Borno (ja ocupada el 1915) sota la tutela britànica de la Societat de Nacions (1921) i un altre Shehu va ser nomenat a Dikwa. Aquest és l'origen dels dos emirats Borno i els dos Shehus: el Shehu de Borno i el Shehu de Dikwa. El 1939, el Shehu de Dikwa va ser traslladat a Bama. Avui dia, la política kanuri encara pateix aquesta dicotomia.
La imposició del govern indirecte britànic va suposar la reubicació de la capital de Kukawa a Yerwa el 1907 i el trasllat del Shehu de Borno i la seva cort a Yerwa. Yerwa era el nom donat a la nova capital pels habitants, mentre que Maiduguri era el nom colonial de la localitat. Maiduguri és ara el nom oficial de la capital de Borno, però les generacions més grans de kanuris encara es refereixen a ella com Yerwa. Borno va esdevenir província el 1907 i va ser part de la regió del Nord de Nigèria fins a 1967 quan es va crear l'Estat Nord-oriental, amb la capital a Maiduguri.
L'Estat de Borno va ser creat per l'administració del general Murtala Mohammed, dividint l'estat Nord-oriental (que es va dividir en Borno, Bauchi i Gongola) el 1976. L'agost de 1991, el règim d'Ibrahim Babangida va segregar la part occidental de Borno per formar l'estat de Yobe. L'estat de Borno tenia el 1993 vint-i-una àrees de govern local (LGA), però actualment ja en té vint-i-set. Cada LGA és una circumscripció per a l'Assemblea de Representants de l'Estat, amb independència de la mida de la població, mentre que algunes LGA s'han fusionat per formar circumscripcions federals per a l'Assemblea Nacional Federal.
L'estat es divideix en tres districtes senatorials: Borno North, Borno Central i Borno South; les dues primeres habitades principalment per kanuris, mentre que Borno South ho és per altres minories ètniques. D'altra banda, en virtut de la configuració tradicional, Borno es compon de tres emirats (Bomo, Dikwa i Biu); i quatre cacicats (Shani, Askira, Uba i Gwoza). Aquests emirats i cacicats estan subdividits en uns quaranta districtes i més de 200 unitats poblacionals.